# James Lay
Pour les articles homonymes, voir Lay.
Pas d'image ? Cliquez ici

a Compétitions nationales et continentales officielles uniquement.

b Matchs officiels uniquement.
Dernière mise à jour le 18 juin 2024.
James Lay, né le 16 décembre 1993 à Moto'otua (Samoa), est un joueur de rugby à XV international samoan évoluant au poste de pilier. Il joue avec la franchise des Moana Pasifika en Super Rugby depuis 2024.
Il est le frère cadet de Jordan Lay, lui aussi international samoan au poste de pilier.

## Carrière

### En club
James Lay est né aux Samoa, mais émigre avec sa famille en Nouvelle-Zélande, dans la ville de Pamapuria, alors qu'il est âgé de deux ans. Il est ensuite scolarisé à Auckland, et joue au rugby avec le Auckland University RFC dans le championnat amateur local à partir de ses dix-huit ans. En 2013, il part jouer une saison en Australie, avec le Tuggeranong Vikings de Canberra, évoluant en ACTRU Premier Division. Il espère obtenir ainsi un contrat professionnel avec la franchise des Brumbies, mais n'y parviendra pas, et rentre en Nouvelle-Zélande.
Il perce au niveau professionnel en 2016, lorsqu'il est retenu dans l'effectif de la province d'Auckland pour disputer le National Provincial Championship (NPC). Il joue quatre rencontres lors de cette première saison, toutes comme remplaçant. 
La saison suivante, il rejoint son frère Jordan à Bay of Plenty. Il augmente son temps de jeu dans sa nouvelle équipe, en jouant dix rencontres, mais pour seulement une titularisation.
En janvier 2018, il signe un contrat court de quelques mois avec le club anglais de Bristol, évoluant en Championship (deuxième division), et entrainée par le samoan Pat Lam,.
Il retourne ensuite disputer la saison 2018 de NPC avec Bay of Plenty, avant de resigner avec Bristol, qui entre-temps a été promu en Premiership, pour contrat de deux saisons,. Lors de ses deux saisons à Bristol, il ne joue que très peu avec seulement six rencontres, dont uniquement une en championnat. Il n'est pas conservé au terme de son contrat, et quitte le club en juin 2020.
De retour en Nouvelle-Zélande, il rejoint son ancienne équipe d'Auckland pour disputer le NPC 2020, et en devient rapidement un titulaire régulier,.
Remarqué par ses performances, il obtient un contrat avec la franchise de Super Rugby des Blues pour la saison 2021. Il fait ses débuts le 27 février 2021 contre les Hurricanes. Il s'agit de l'unique match qu'il dispute cette saison, principalement à cause de l'importante concurrence à son poste à une blessure au pied.
Plus tard la même année, il retrouve son frère Jordan lorsque ce dernier rejoint également Auckland pour la saison 2021 de NPC.
Après avoir manqué l'intégralité de la saison 2022 de Super Rugby sur blessure, il fait son retour avec les Blues en 2023, jouant neuf matchs lors de la saison,.
En 2024, il rejoint les Moana Pasifika pour un contrat de deux saisons. Il est nommé capitaine de cette équipe dès sa première saison. Sa saison ne dure toutefois que la durée d'un match, puisqu'il se blesse gravement au pied lors de la première journée,.

### En équipe nationale
James Lay est sélectionné pour la première fois avec l'équipe des Samoa en juin 2017. Il obtient sa première cape internationale le 15 juillet 2017 à l’occasion d’un match contre l'équipe des Fidji à Apia.
En 2019, il est retenu par le sélectionneur Steve Jackson (en) dans le groupe samoan pour disputer la Coupe du monde au Japon. Il dispute un match lors de la compétition, contre le Japon.
Après le Mondial 2019, il connait une période d'absence en sélection de quasiment quatre ans, avant son retour en août 2023 contre l'Irlande. Le 6 août 2023, il est annoncé au sein du groupe retenu pour participer à la Coupe du monde en France. Il joue quatre matchs lors du tournoi, dont trois titularisations.

## Palmarès

### En équipe nationale
- 16 sélections avec les Samoa depuis 2017.
- 0 point.

- Participation à la Coupe du monde en 2019 (1 match) et 2023 (4 matchs).